# Vlatko Glavaš
Vlatko Glavaš (Bugojno, 2 settembre 1962) è un allenatore di calcio ed ex calciatore bosniaco, di ruolo difensore.

## Carriera

### Club
Ha debuttato tra i professionisti nel 1981 con l'Iskra Bugojno. Lascia la squadra della sua città nel 1991 trasferendosi in Germania nel 1991 al Rot-Weiss Essen e da lì ha girato varie squadre tedesche (eccetto nel 1997-1998 quando ha giocato nell'Osijek in Croazia), fino al 1999 anno del suo ritiro. Tra il 1995 e il 1997 ha giocato in Bundesliga con il Fortuna Düsseldorf.

### Nazionale
Ha giocato 6 partite in Nazionale tra il 1996 e il 1997, debuttando il 1º settembre 1996 nella sfida persa contro la Grecia per 3-0. Il 18 dicembre 1996, in occasione della sua quarta presenza con la selezione slava, ha indossato per la prima (e ultima) volta la fascia da capitano in occasione della prestigiosa amichevole persa per 1-0 contro il Brasile.

### Allenatore
Al termine della carriera calcistica ha intrapresa quella da allenatore, guidando le formazioni dell'Olimpik Sarajevo,  dello Sloboda Tuzla, del Čelik Zenica e del Vinogradar.
Ha fatto da vice a Fuad Muzurović alla guida della nazionale bosniaca.

## Statistiche

### Cronologia presenze e reti in nazionale
| Cronologia completa delle presenze e delle reti in nazionale ― Bosnia ed Erzegovina | Cronologia completa delle presenze e delle reti in nazionale ― Bosnia ed Erzegovina | Cronologia completa delle presenze e delle reti in nazionale ― Bosnia ed Erzegovina | Cronologia completa delle presenze e delle reti in nazionale ― Bosnia ed Erzegovina | Cronologia completa delle presenze e delle reti in nazionale ― Bosnia ed Erzegovina | Cronologia completa delle presenze e delle reti in nazionale ― Bosnia ed Erzegovina | Cronologia completa delle presenze e delle reti in nazionale ― Bosnia ed Erzegovina | Cronologia completa delle presenze e delle reti in nazionale ― Bosnia ed Erzegovina |
| Data                                                                                | Città                                                                               | In casa                                                                             | Risultato                                                                           | Ospiti                                                                              | Competizione                                                                        | Reti                                                                                | Note                                                                                |
| ----------------------------------------------------------------------------------- | ----------------------------------------------------------------------------------- | ----------------------------------------------------------------------------------- | ----------------------------------------------------------------------------------- | ----------------------------------------------------------------------------------- | ----------------------------------------------------------------------------------- | ----------------------------------------------------------------------------------- | ----------------------------------------------------------------------------------- |
| 1-9-1996                                                                            | Kalamata                                                                            | Grecia                                                                              | 3 – 0                                                                               | Bosnia ed Erzegovina                                                                | Qual. Mondiali 1998                                                                 | -                                                                                   | 52’                                                                                 |
| 6-11-1996                                                                           | Sarajevo                                                                            | Bosnia ed Erzegovina                                                                | 2 – 1                                                                               | Italia                                                                              | Amichevole                                                                          | -                                                                                   |                                                                                     |
| 10-11-1996                                                                          | Lubiana                                                                             | Slovenia                                                                            | 1 – 2                                                                               | Bosnia ed Erzegovina                                                                | Qual. Mondiali 1998                                                                 | -                                                                                   |                                                                                     |
| 18-12-1996                                                                          | Manaus                                                                              | Brasile                                                                             | 1 – 0                                                                               | Bosnia ed Erzegovina                                                                | Amichevole                                                                          | -                                                                                   | cap. 78’                                                                            |
| 2-4-1997                                                                            | Sarajevo                                                                            | Bosnia ed Erzegovina                                                                | 0 – 1                                                                               | Grecia                                                                              | Qual. Mondiali 1998                                                                 | -                                                                                   | 78’                                                                                 |
| 8-6-1997                                                                            | Copenaghen                                                                          | Danimarca                                                                           | 2 – 0                                                                               | Bosnia ed Erzegovina                                                                | Qual. Mondiali 1998                                                                 | -                                                                                   | 25’                                                                                 |
| Totale                                                                              |                                                                                     | Presenze                                                                            | 6                                                                                   |                                                                                     | Reti                                                                                | 0                                                                                   |                                                                                     |